# 奈良市立飛鳥中学校
奈良市立飛鳥中学校（ならしりつ あすかちゅうがっこう）は、奈良県奈良市高畑町にある公立中学校。

## 概要
- 奈良市立飛鳥小学校校区の全域、および奈良市立椿井小学校校区の一部を校区とする中学校である[1]。

## 学区内の主な施設
- 奈良教育大学
- 奈良県立高円芸術高等学校
- 春日大社
- 十輪院
- 新薬師寺
- 白毫寺

## アクセス
市内循環バス「高畑町」下車、徒歩15分程度。

## 特記事項
- 2013年11月に、創立30周年記念ゆるキャラとして「アスッペン」が選ばれた[2]。

## 通学区域が隣接している学校
- 奈良市立三笠中学校
- 奈良市立春日中学校
- 奈良市立都南中学校
- 奈良市立田原中学校
- 奈良市立若草中学校